# Meuselwitz
Meuselwitz es una ciudad en el este de Turingia, Alemania. Meuselwitz tiene 11.261 habitantes (2010) y forma parte del distrito de Altenburger Land. 
Meuselwitz esta en el punto trifinio de Turingia, Sajonia y Sajonia-Anhalt, 40 kilómetros al sur de Leipzig. La región forma parte del «Mitteldeutsches Braunkohlerevier», un área marcada por explotaciones a cielo abierto de lignito. La explotación empezó a finales del siglo XIX y por eso Meuselwitz empezó a crecer. Desde 1874 el primero pueblo tiene los derechos de una ciudad.

## Localidades
El municipio comprende las siguientes localidades (habitantes en 2008):
- Brossen, 270
- Bünauroda, 165
- Falkenhain, 420
- Meuselwitz (ciudad), 7249
- Mumsdorf, 657
- Neubraunshain, 34
- Neupoderschau, 160
- Schnauderhainichen, 216
- Waltersdorf, 130
- Wintersdorf, 2210

## Patrimonio

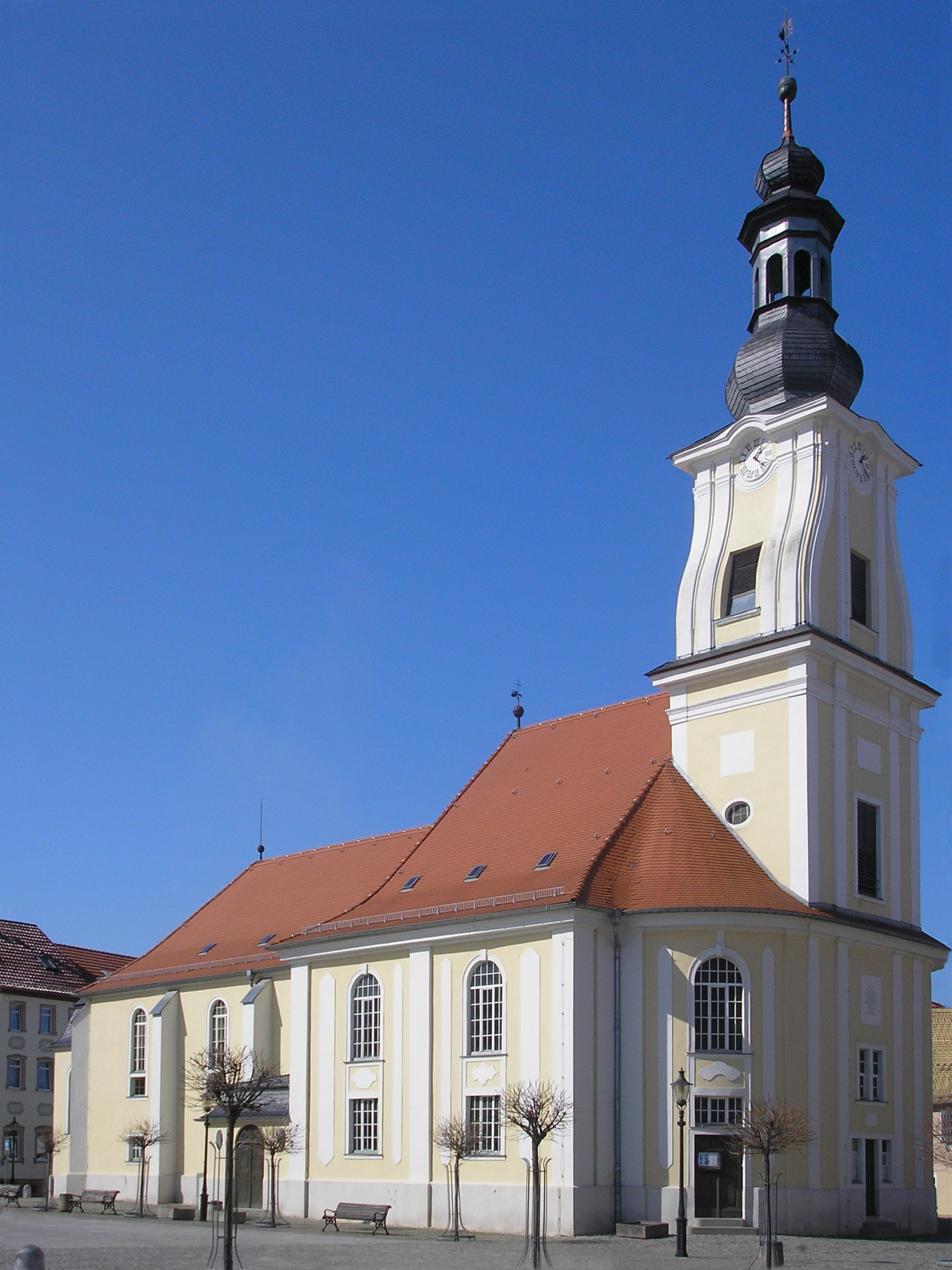
Iglesia mayor
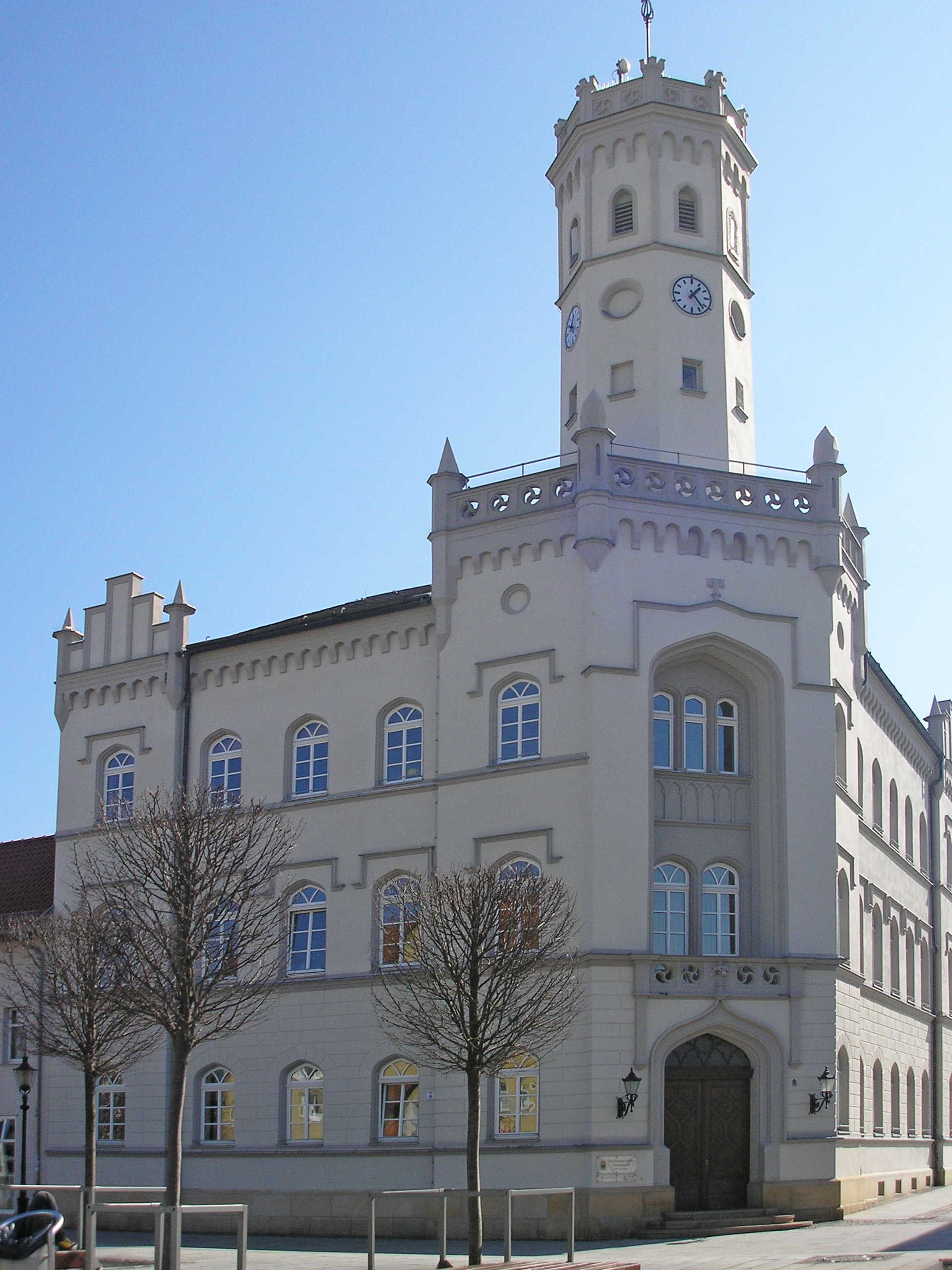
Ayuntamiento
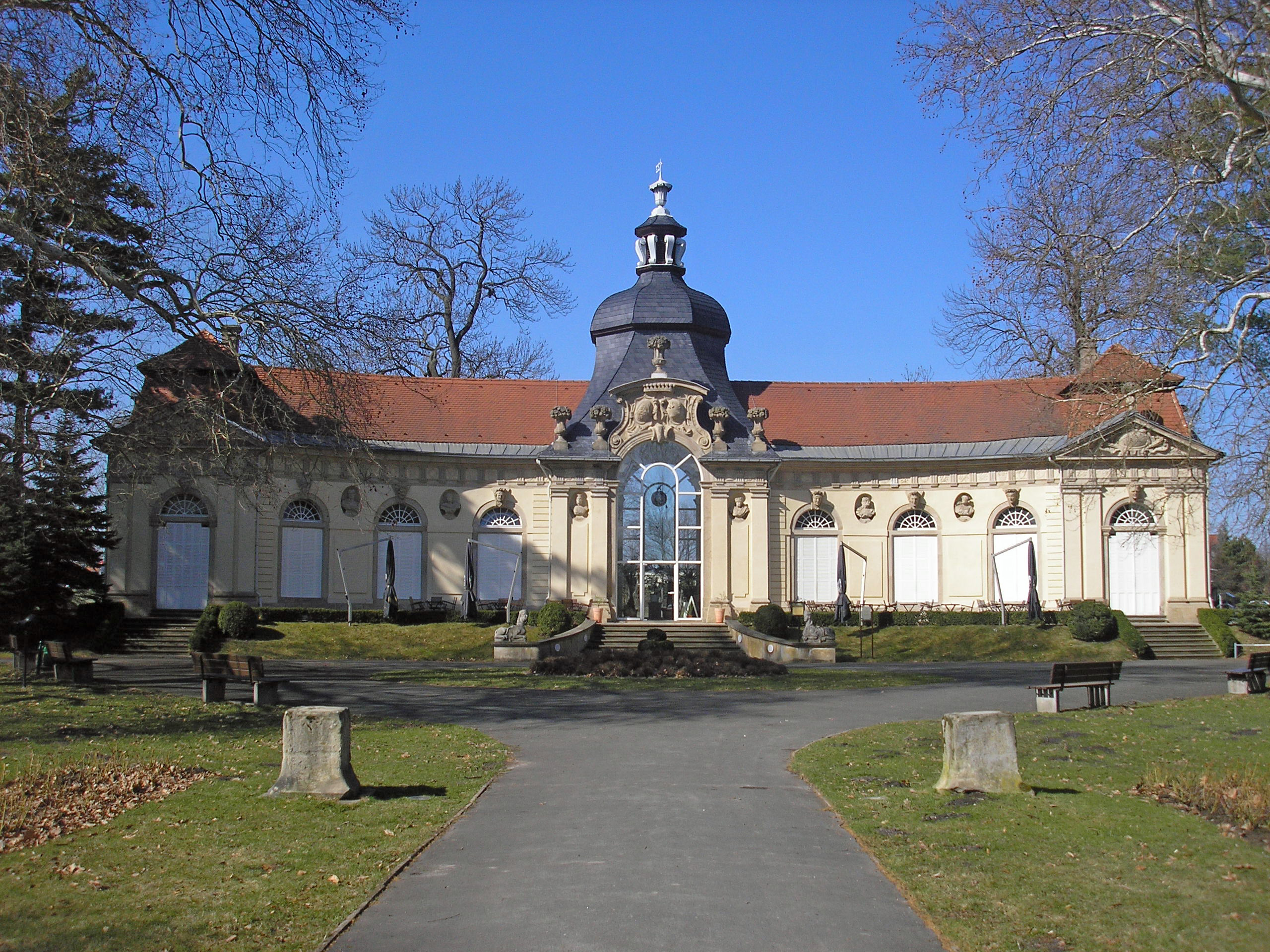
Orangerie
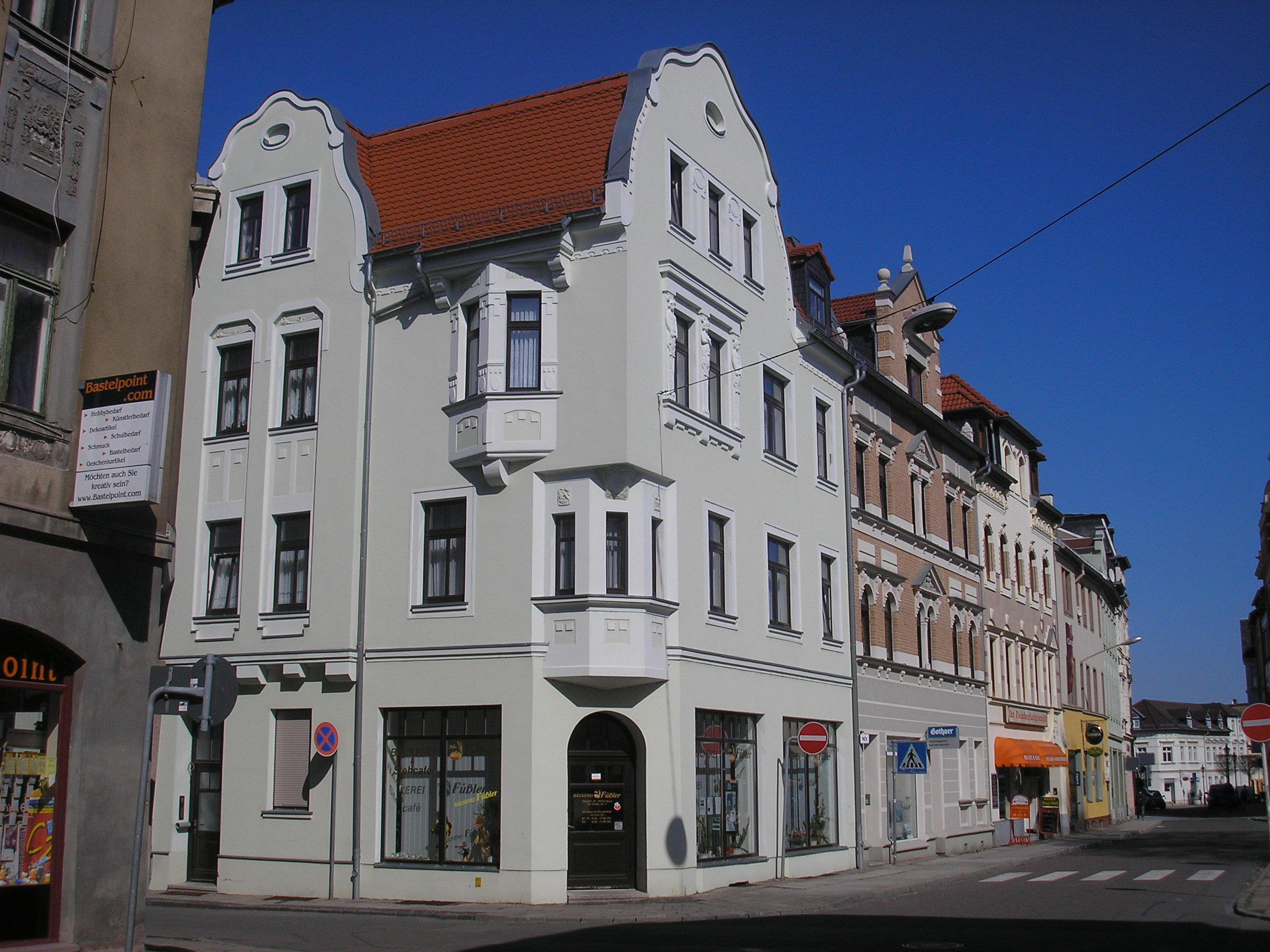
calle en el centro urbano